# 田中秀征
田中 秀征（たなか しゅうせい、1940年〈昭和15年〉9月30日 - ）は、日本の政治家。福山大学経済学部客員教授。
衆議院議員（3期）、経済企画庁長官（第52代）、内閣総理大臣特別補佐（細川内閣）、新党さきがけ代表代行、学習院大学法学部特別客員教授等を歴任した。
1990年代前半の新党ブームの火付け役の一つ、新党さきがけの理論的指導者であった。

## 来歴

### 生い立ち
長野県更級郡篠ノ井町（現：長野市篠ノ井）生まれ。 早稲田大学第4代総長の田中穂積は一族にあたるという。長野県長野高等学校、東京大学文学部西洋史学科卒業。哲学、歴史、経済、法律を一通り学びたいと考えていたが、ウィンストン・チャーチル、石橋湛山、吉田茂、緒方竹虎に関心を抱いていたことから、まず歴史から学ぼうと考え、東大在学中は林健太郎ゼミに所属し、近代ヨーロッパ政治史を専攻、第一次世界大戦から第二次世界大戦までの「危機の20年」が最大の関心事だった。また東京大学駒場寮の第三十二期寮委員長を務めた。
東大卒業後、永井陽之助教授を頼って北海道大学法学部に学士入学したが、永井が東京工業大学に移籍してしまう。恩師の林健太郎に近況報告すると、「そろそろ大学を切り上げて政治の現場に近いところに身を置いて勉強したらどうか。君は石橋湛山さんの信望者だろう。ちょうど石田博英から政策関係の仕事ができる人を紹介してくれと頼まれている。」と言われ、北海道大学中退後、石田博英衆議院議員の秘書を務める。田中はリベラルな保守政治家であった石橋湛山を「理想の政治家」に挙げており、石田は石橋内閣で内閣官房長官を務めていた。石田の事務所では、三日に一冊本を読んで、ダイジェストを石田にメモ出しするのが田中の仕事だった。石田が1970年に『中央公論』に寄稿した論文「国民生活政府の提唱」は実質的に田中が執筆した。なお、田中の着任前には山口敏夫が通常の秘書業務をしていた。

### 衆議院議員選挙に出馬
1972年12月の第33回衆議院議員総選挙に旧長野1区（定数3）から無所属で出馬した。
当時の旧長野一区は、自由民主党の有力議員だった小坂善太郎、倉石忠雄と長野県内で勢力が強かった日本社会党の中沢茂一の３議席で長年の間、全国でも有名な無風区であった。
総選挙に先立つ11月に長野市民会館で「田中秀征の三時間徹底演説」を開催、招待券で観る映画は真剣に観ないということで、入場料１００円を取り、一つの時代が終わったという時代認識と新しい時代の課題に我々の世代が挑戦しようという趣旨を語ると、演説が二時間を過ぎる頃から、会場は熱い雰囲気になり、演説後に協力を申し出た人たちのほとんどがその後の選挙の主軸となる。のちにこの話を聞いた小泉純一郎がそれで人が来るのかと仰天した。
初出馬は最下位の得票数5位で落選した。この総選挙では、東大1959年入学同期の３人（加藤紘一、与謝野馨、田中秀征）の若手候補が立候補すると週刊誌に取り上げられた。
以後、34・35・36回の各総選挙に無所属で立候補するも、落選を繰り返す。この間、一時的に新自由クラブに籍を置いていた時期があるが、党内の路線対立により離党した。
36回の選挙後、「あなたには北信の草一本、木一本に至るまで覚えていただきたい。」という支持者からの手紙を読んで、選挙区内各地区の役員を表敬訪問することを考え、訪問前に分厚い村史や農協の総会資料など地域の歴史を読み、二年半かけて郡部全域を含め二万軒を訪問する。工場や農場も見せてもらいながら、過疎地の惨状や農村の苦悩を実際に見て、島津忠貞、松本忠雄、倉石忠雄など明治以来の長野一区の政治家の話を訪問先から学んだ。
石田の政界引退決定後、宮澤喜一に師事したいと石田に報告すると、「宮澤も石橋湛山の信望者だ」と喜ばれる。石橋、石田、宮澤の3人とも田中同様にジョン・スチュアート・ミルの「自由論」の愛読者だった。1983年の第37回衆議院議員総選挙の前に京都大学教授の高坂正堯が田中を伊東正義に紹介、伊東が宮沢に引き合わせる。
第37回衆議院議員総選挙では旧長野1区でトップ当選を果たし、当選後、自民党から追加公認を受けた（当選同期に田中直紀・熊谷弘・二階俊博・額賀福志郎・野呂田芳成・衛藤征士郎・金子原二郎・尾身幸次・北川正恭・町村信孝・伊吹文明・自見庄三郎・大島理森・野呂昭彦・中川昭一・鈴木宗男・甘利明らがいる）。なお、この選挙において、新人の田中、若林正俊（自民公認）がそれぞれ得票数1位、2位で当選した一方で、最も得票数の少なかったベテランの小坂（自民公認）が日本社会党の清水勇の後塵を拝し、得票数4位で落選した。
同年12月26日の初登院で、本会議場の議席に座っていると突然回りがざわついた。顔をあげると、なんと目の前に田中角栄が立っていて、「君が田中秀征君か。10年間よくがんばった。立派、立派。期待しているぞ。」と声を掛けられ、隣席の二階俊博に「田中先生と初対面なのか。他の派閥だけでなく、他の党まで挨拶に行くのに、あなたは挨拶に行かなかったのか。」と驚かれた。若輩が最高実力者に表敬の挨拶に行かないならば、軽視、無視するかいじわるするのが普通なのに、わざわざ席にきて激励する意外な出来事に驚き、田中角栄をかなり誤解していたことに気づく。当選後、宏池会に入会、宮澤喜一に師事し、宮澤が執筆した「国連常設軍の創設と全面軍縮」の論文を手伝うなど側近として行動する。
1985年2月、田中角栄が倒れる前々日の演説で、「ひとの事業を引き継ぐなんて簡単なことだ。自分の力で創業することがどんなに大変か。あの田中秀征を見てみなさい。」と話をしていたことを本会議場の隣席にいた二階俊博から聞き衝撃を受ける。翌日花束を持って田中角栄が入院する東京逓信病院に見舞いに出かけた。面会謝絶なので記帳だけして帰ってきたが、田中角栄とじっくり話す機会がなかったことを悔やむ。この年、自民党結党30周年で、党の機関紙を通じて「昭和60年綱領をつくろう」と呼びかける。金丸信幹事長に直談判すると賛成してくれ、政綱等改正人事委員会の人事により、井出一太郎委員長、渡辺美智雄委員長代理、海部俊樹事務局長、小渕恵三委員の体制で、一年生議員にもかかわらず委員に抜擢され、綱領の起草一切を任される。草案は改正委員会を通ったが、「われわれは憲法を尊重する」「時代の変化に応じて絶えず見直しの努力を続けていく」の条項に他の党機関が待ったをかけ袋叩きにされ、選挙区には極左であるような怪文書が舞かれた。この時、思想的に隔たりがある平沼赳夫は田中の努力を認め異論を唱えず、浜田幸一は「石垣に爪を立てて登ってきたのは俺とあんたの二人だけだ。」と常に文句なしに賛成してくれたという。
1986年の第38回衆議院議員総選挙では、前回2位の若林がトップ当選し、約1千票差で社会党の清水が続いたが、3位に捲土重来を期した小坂善太郎が滑り込み、小坂の得票を約2千票下回った田中が落選した。浪人中、周囲に内緒で、学士入学して中退していた北海道大学に再入学した。直後に、天安門事件が起こり胡耀邦、趙紫陽など進歩的な指導者が台頭、ミハイル・ゴルバチョフの手でペレストロイカが進んでいたこともあり、行政法や社会主義経済論、中国現代史を学び、北海道大学スラブ・ユーラシア研究センターの教授陣と議論した。
1990年の第39回衆議院議員総選挙では再び旧長野1区でトップ当選を果たし、4年ぶりに国政に復帰した。前回トップ当選の若林は得票数4位で落選し、奇しくも旧長野1区では、前回トップ当選した候補者が落選する構図が3回続いた（1983年に落選した小坂善太郎は、その前回の第36回衆議院議員総選挙ではトップ当選）。またこの総選挙では小坂善太郎が引退し、次男の小坂憲次が当選した。当選を果たした翌日、札幌へ行って北海道大学の卒業試験を受けた。当選をしたのに当の本人がいなくなったと地元で大騒ぎになった。卒業式の日の懇親会に参加したら、共同通信に入社する学生が田中を見つけて通信社に報告、「現職代議士、北大を卒業」と地方紙や北海道のテレビ局で大々的に報道された。
1991年11月、宮澤内閣が誕生すると、生活大国構想を政府の正式な経済計画にするため、経済企画政務次官に就任し、数十回に及ぶ経済審議会の会合に休むことなく出席し、宮澤の手伝いをした。

### 自民党離党、新党さきがけを結成
1992年、文藝春秋（1992年6月号）で新党樹立宣言をした細川護熙と週刊東洋経済（1992年9月12日号）で対談し意気投合、対談後に細川の希望でパレスホテルでじっくり話をし、師事する宮澤喜一の内閣が終わったら行動を共にすると約束する。
1993年4月、武村正義と新党結成を決断。二人は鳩山由紀夫を最初に誘い、そこから離党する仲間は計10人なった。6月18日、宮澤改造内閣の不信任決議案の採決では反対票を投じたものの、同日、他の9人の仲間とともに自民党を離党。武村正義は宮澤内閣不信任案に賛成を迫ったが、首班指名で宮澤の名を書いたのだから自分にも責任がある、宮澤のごく近くで政治活動をしてきた自分が、野党の出した不信任案に同調するなんてもっての外と、宮澤内閣の不信任案に反対して離党した。挨拶に行った際に、宮澤から「筋を通したんだね。立派だよ。」と激励された。
同年6月21日、新党さきがけを結党。武村正義代表の下で党代表代行に就任党名を「新党・さきがけ」としたのは、隣に座っていた井出正一の前に置いてあった井出後援会機関誌の名称が「先駆け」なのを見て、さきがけにしようと言い出した。井出は周囲が離党についてなかなか納得せず悩んでおり、言葉の響きがいいのと、井出の機関誌の名を党名にすれば井出のプラスになるのではと思ったからだという。
新党さきがけの政治理念は田中秀征が原案をつくり、結成議員全員で討議して決めたという。田中は、五項目の政治理念を、所属していた宏池会の政治姿勢を念頭に置き、保守本流のバトンを引き継いでいくという意識を強く持ちながら起草した。
1. 私たちは日本国憲法を尊重する。憲法がわが国の平和と繁栄に寄与してきたことを高く評価するとともに、時代の要請に応じた見直しの努力も傾け、憲法の理念の積極的な展開を図る。
2. 私たちは、再び侵略戦争を繰り返さない固い決意を確認し、政治的軍事的大国主義を目指すことなく、世界の平和と繁栄に積極的に貢献する。
3. 地球環境は深刻な危機に直面している。私たちは美しい日本列島、美しい地球を将来世代に継承させるため、内外政策の展開に当たっては、より積極的な役割を果たす。
4. 私たちはわが国の文化と伝統の拠り所である皇室を尊重するとともに、いかなる全体主義の進出も許さず、政治の抜本的改革を実現して健全な議会政治の確立を目指す。
5. 私たちは、新しい時代に臨んで、自立と責任を時代精神に捉え、社会的公正が貫かれた質の高い実のある国家、「質実国家」を目指す。

田中は、冷戦が終わったことと、保守本流の神通力だった財政金融政策がいままでどおりの効果を持たなくなったことから、自民党の時代的役割は終わったのではないかという危機感を持っていた。また、やみくもな経済成長至上主義に疑問を抱いていたこと、地球環境問題が1990年代初めから人類史的課題になっていたことを念頭に執筆、皇室の尊重と全体主義の進出を許さないという点は、日本人として常識的な路線であり、自分たちが保守勢力であるという強い自覚に基づくという考えが背景にあった。
「質実国家」は、昭和元年12月28日、昭和天皇の践祚後朝見式ノ勅語にある一節「それ浮華を斥け質実を尚び・・・」が由来である。田中秀征は、この勅語の一節は昭和をこういう時代にしたいという昭和天皇の夢であり、浮華を退けては虚飾を排してという意味と捉え、「背伸びせず内容本位で自然体」と説明していた。
この当時は冷静終結から間もない時期で、今更質素な小国を目指すのかと思う人が多かったため、あまり共感を呼ばなかったが、読売新聞編集委員の吉田清人はこの政治理念発表から29年後の2022年に、「今になってこの旗印が時代を見据えて「日本の針路」を指し示していた、掲げるのが早すぎた。」と論評している。
新党さきがけ結党時、日本新党との合流を考えており、細川護熙、武村正義と三人で会った時に、「われわれが一緒に党をつくる時、細川さんが代表、武村さんは幹事長」と二人の前で念押しした。この事実は歴史に残しておきたいと言っている。

### 1993年衆議院議員総選挙
1993年7月の第40回衆議院議員総選挙では、旧長野1区で3度目のトップ当選を果たした。自民党が過半数を割り込んだため、細川率いる日本新党と新党さきがけは新政権樹立のキャスティング・ボートを握ることとなった。田中は、「自民党政権」か「非自民政権」のどちらにつくか注目される中、思想信条の違う政党の連立政権は臨時・緊急の事態にしか通用しない、経済対策など懸案事項を遅らせている政治改革を早期に処理する「特命政権」として、院内会派「さきがけ日本新党」が「政治改革政権の提唱」という第三の選択肢を打ち出す。昔から数学が得意で、幾何が好きだったが、この時は難問を一気に解く補助線を発見した感じだったという。その考えをワープロで打ってまとめたペーパーを細川護熙と武村正義に見せると、二人とも瞬時に確信、細川はその日のうちに田中がまとめたペーパーを持って小沢一郎に会いに行った。小沢はその場で細川さん、総理になれ」と勧めたという。7月23日に細川が提唱文を読み上げると、各党の対応が明確になり、新生党代表幹事・小沢一郎の動きとは別に、細川内閣樹立の理論的構築を行った。この記者会見では田中も同席する予定だったが、車の渋滞で遅れ細川と武村が読むことになった。
同年8月に発足した細川内閣では武村が内閣官房長官、鳩山が内閣官房副長官に就任する。当初は内閣官房副長官を打診されるも党務を理由に辞退した田中は内閣総理大臣特別補佐に起用され、細川が所信表明演説で用いたキャッチフレーズ「質実国家」を発案した。政権樹立後の8月17日に軽井沢で宮澤喜一と細川護熙の会談を仲介している。この会談には別荘が近い鳩山由紀夫と選挙区である井出正一も同席している。
首相特別補佐の部屋には、記者や官僚など様々な人が集まり、小泉純一郎もよくやってきて、「この政権を長くやってくれ。自民党はそうじゃないと変わらないから。」と言って新聞や雑誌を読んでいた。
内外からの規制改革の要請が強まったことから、内閣に「経済改革研究会」を立ち上げ、平岩外四を座長にし、細川とメンバーの人選をした。
1994年1月、政治改革四法の成立を見届けた後、内閣総理大臣特別補佐を辞任。これは細川政権樹立時の「特命政権論」の立場によるもので、細川に対し、政治改革が一応の成立を見た段階での内閣総辞職を勧めていた。国民福祉税騒動の時には、宮澤喜一から「増税というのは、アナウンスするだけで足元の景気を冷やす。」と助言されている。
ただ、いわゆる小選挙区制導入に基づく政治改革には無関心であり、冷戦の終結で世界の政治体制、安全保障、軍事の秩序、グローバル経済が始まり経済のあり方が変化した中で、戦後日本を支えてきた政治、行政が制度疲労を起こしている中で、日本の新しい進路を論じるべきであり、選挙制度改革にかまってばかりいるべきでないという考えだった。
中選挙区連記制がいいと公言し、自民党時代に会合で中選挙区連記制がいいのではないかと発言すると、小選挙区の旗を振っていた後藤田正晴 や羽田孜に怪訝な顔をされたという。その理由として、各選挙区で一人を支援する小選挙区だと、候補者はあらゆる団体から支援を受けたいので、あえて政策論争には踏み込まなくなる、その結果として政策の調整はすべて霞が関の官僚に頼るようになり、自民党の政策調整機能は明らかに低下しており、そもそも地方分権を徹底しないで、財源、権限を国が持ったままだと、小選挙区選出議員が予算や許認可の運び屋になってしまうと指摘している。小選挙区推進論者は二大政党信仰、政権交代信仰を持っていたが、英国と違って戦後の日本は二大政党が存在せず、「もともと異なる二つの流れがあって初めて、その間に土手をつくる意味があるのであって、先に川の真ん中に土手を作って、二つの流れを無理に作るのはおかしい。」と批判していた。
同年4月、細川内閣の総辞職に伴い、新党さきがけは非自民連立政権を離脱し、羽田内閣では予算の成立に責任があるので野党にはなれないが、国民福祉税構想や国連安全保障理事会の常任理事国入りで異なる考えを持っていたため閣外協力に転じた。
羽田内閣発足後、日本社会党の村山富市委員長、久保亘書記長が面会に来て、「君が代と日の丸をそろそろ認めようと思っている。」と相談された。「国旗とは、過去の輝かしいことを思い起こすと同時に、逆に大きな失敗を思い出させるものでなくてはならない。もし、社会党がそうなれば、本当にありがたい話で日の丸はみんなの日の丸になる。万国旗の中であんなに明確な国旗はない」と田中が答えると、村山は「いい話を聞いたな。」と久保に言ったという。その後、付き合いを深め、村山を信頼できる人物と思うようになった田中は、全日空ホテルで武村正義、 園田博之に「村山さんを担ごうじゃないか。」と話す。武村と園田は驚いたがすぐ賛同した。すぐに党議で村山首班の方針を決め、田中が記者会見をして発表した。

### 村山内閣
1994年6月30日、村山内閣が発足。野坂浩賢建設大臣から村山首相のブレーン役をして欲しいと要請され、「21の会」を結成して座長に就任、斎藤精一郎立教大学教授を常任にして、学者や専門家に引き合わせた。また、超党派で「国連常任理事国入りを考える会」（小泉純一郎が会長、田中が代表幹事）を立ち上げた。
1996年1月、自社さ連立政権の第1次橋本内閣で経済企画庁長官に任命され、初入閣を果たした。武村正義と鳩山由紀夫から1995年の暮れに、「代行を辞めて入閣してくれ」と説得され、橋本内閣では入閣が既定路線だった。経済企画庁長官を希望すると、大蔵大臣を望んでいると考えていた橋本は、「秀征さん、経済企画庁長官でいいの？」と言われた。経済企画庁長官として、金融など6分野の規制緩和案を検討するため、経済構造改革に取り組み、経済審議会の行動計画委員会の中に6つのワーキンググループを新設し、メンバーを選定、橋本構造改革につながった。また、1996年2月には、細川護熙と小泉純一郎の三人で、「行政改革研究会」を立ち上げ、堤清二、斎藤精一郎、山口二郎、小倉昌男、速水優をメンバーにして議論した。
大蔵省改革では、「自分からは言えないことが多いから、何でも田中さんが言ってください」と大蔵大臣の久保亘と通商産業大臣の塚原俊平から頼まれていた。大蔵省が省内に「大蔵省改革チーム」を作ると言い出した時、「まな板のコイが包丁を握ろうとしている」と田中が発言すると、久保は「うまいこというねえ」と笑っていたという。
しかし同年10月、小選挙区比例代表並立制導入後初めて実施された第41回衆議院議員総選挙では、現職閣僚ながら長野1区で新進党の小坂憲次に敗れ、落選した。この総選挙に際しては、連立与党内での候補者調整が不調に終わり、長野1区から新党さきがけの田中、自民党の若林正俊が出馬し、票の分裂を引き起こした（田中、若林の票の合計は小坂の得票を上回る）。

### 落選後
落選により経済企画庁長官を退任する。梶山静六内閣官房長官より、「頼みたいことがある。落選しても行政改革だけはやってくれよ。」と言われる。梶山は田中に行政改革会議の事務局長に考えていたが、結局は水野清が就任した。1997年には松下電工の社外監査役に就任した。
その後、武村との意見の対立から新党さきがけを離党し、その後は同党唯一の党友。1998年の第18回参議院議員通常選挙では、東京都選挙区から出馬したTHE・サンデー司会の中村敦夫（無所属・新党さきがけ推薦）の当選に尽力。なお中村は1995年の第17回参議院議員通常選挙に新党さきがけ公認で出馬したが、次点で落選していた。
学習院大学法学部政治学科特別客員教授や福山大学経済学部客員教授を務める傍ら、1999年9月からNPO法人「田中秀征の民権塾」を主宰する。
2010年6月にはみんなの党の選対本部特別顧問に就いた。2014年の東京都知事選挙では、制度改革研究会の同志であった小泉純一郎と共に脱原発を掲げて立候補した元首相の細川護煕を支援したが、細川は舛添要一らに敗れ、落選した。
| 執行日         | 選挙   | 選挙区    | 所属党派     | 当落 |
| -------------- | ------ | --------- | ------------ | ---- |
| 1972年12月10日 | 第33回 | 旧長野1区 | 無所属       | 落   |
| 1976年12月5日  | 第34回 | 旧長野1区 | 無所属       | 落   |
| 1979年10月7日  | 第35回 | 旧長野1区 | 無所属       | 落   |
| 1980年6月22日  | 第36回 | 旧長野1区 | 無所属       | 落   |
| 1983年12月18日 | 第37回 | 旧長野1区 | 自由民主党   | 当   |
| 1986年7月6日   | 第38回 | 旧長野1区 | 自由民主党   | 落   |
| 1990年2月18日  | 第39回 | 旧長野1区 | 自由民主党   | 当   |
| 1993年7月18日  | 第40回 | 旧長野1区 | 新党さきがけ | 当   |
| 1996年10月20日 | 第41回 | 長野1区   | 新党さきがけ | 落   |

## 政策・主張
- わが国の文化と伝統の拠り所であるとして皇室を尊重しているとし、ウィンストン・チャーチルがイギリス王室に対する第一級の忠誠心を持っていたことを高く評価している[56]。実際に武村正義が推進した「社会党・さきがけ合併による新党」構想を頓挫させたのは田中秀征である。
- 「リベラル」について、あらゆる主張に耳を傾け、政策に盛り込んでいくという姿勢を持つ保守の健全な精神を持った人が、本来「リベラル」と呼ばれていた人と定義し、石橋湛山、吉田茂は本来の一級のリベラリストとしている。「斬新な思想は自由な社会から生まれる。将来のために言論の自由は徹底して確保しなければならない。」という石橋湛山の考えが本来の「リベラル」の考えを表しているとしている。その一方で、冷戦終結以降、社会主義者や市民運動家が、「リベラル」という名の心地よさに座り始め、「保守派リベラル」と「革新派リベラル」の二つの流れが出来てしまったと指摘している[57]。
- アジア通貨危機の一年後にタイを視察して、グローバル経済への参入は、社会資本の整備、金融などの経済システムをはじめ、教育、取引慣行、労使関係、経営ノウハウ、多様な諸条件が備わり、国民経済の体制が確立することが必要である。しかし、金融自由化に先立って、国内貯蓄を国内投資に回す国内金融システムを先行して整備したり、日本のように国内産業の保護育成を経てから徐々に貿易や資本の自由化に踏み切るなど、経済成長のための主体的な条件が整わないうちに、一気に大競争に参入したこと、経済発展が外部資本に依存し、輸出の拡大に偏りすぎたことが問題だった、泳ぎが未熟なうちに海に出れば、静かな時は快適だが、波が高くなると吞み込まれてしまうと指摘した[58]。
- 田中本人も、宮澤喜一元首相も「リベラルの論客」と言われるが、意味がよくわからず、うなずいたことはないという[57]。
- 政党の成り立ちは、一つは共産主義者の政党のように、こういう世の中を作りますという到達点を示すビジョンを政党、もう一つは西ヨーロッパのキリスト教民主党のように、人の生き方、国の生き方についての原則を示す政党の二種類があるとしている。どちらかというと、ビジョンを示したら、一歩一歩進む時の方向、進み方、基準、哲学、生き方など原則を提示していくことが政党にとって大事なことだとしている。当面する課題についての判断基準を示して、それから合意を形成して進めていくことが必要だと述べている[59]。
- 小選挙区制の弊害として、以下を指摘している[60]

1. 小選挙区では、候補者はあらゆる団体の支援を期待し、政策論争に踏み込まなくなる。
2. その結果として政策の調整はすべて霞が関官僚に依存するようになる。
3. 政党の政策形成・調整力の劣化を招くおそれが強い。
4. 小選挙区選出議員は予算や許認可の「中央への運び屋」になるおそれが強い。

- 1955年に結成された自民党の系譜について、戦争を推進しなかった人々を中心とした「自由党」の流れを「保守本流」、公職追放を解除され政界に進出した人が中心の「日本民主党」の流れを「自民党本流」と定義づけている[57]。
- 「民権」を提唱しているが、「市民主義には統治という視点がなく、主権国家を考えた場合、明らかに限界がある。」と指摘しており、「民権と市民主義は同じものではない」と述べている[57]。
- 反官僚という気持ちはなく、昔から官僚は好きで、自分ではかなわない人たちと思っている。その上で、官僚とはいつの時代でも忠誠を誓う方向、体制があるもので、日本の官僚の場合、戦前は天皇制、戦後は占領体制、冷戦体制があった。冷戦中はレーンが敷かれたプールで泳いでいたのが、冷戦崩壊後は池で泳いでいる状態だと指摘した[61]。
- 田中本人は、社会主義者にならなかった理由として、学生時代、ヨシフ・スターリン統治下のソ連の様子を見聞きして間違って独裁化したら大変であると思ったからであり、その点、保守本流は表現や言論の自由も尊重し、仮に間違いを起こしても修正は可能なことを述べている[62]。また、社会主義者や共産主義者などの左翼が人を攻撃する時の口調について、どうしてこんなに口汚いのかと何とも言えぬ品のなさを感じ、たとえ自由主義者が悪い人だったとしても、ここまで口汚くののしる必要があるのか、節度がないのかと感じ、こういう人が権力を取って、口汚さや野蛮さで政治をやって疑問に思ったからだという。一方でワンマンと言われながらも、吉田茂の態度や石橋湛山の態度に、保守政治家としての筋と品性を強烈に感じていたので、左翼にはならなかった。」と記している[63]。
- 革新政権はイデオロギー政権である故に柔軟性を失い、　要求主義政権である故に説得力を欠き、連立政権である故に責任能力を欠くとしている[64]。
- 社会党はイデオロギー政党、階級政党であるため、時代に対する柔軟な対応力を持ち合わせず、労働組合との抜き差しならない関係は、社会党の伸張を甚しく妨げたとしている[65]。
- 社会党の衰退は、北朝鮮を地上天国としてもてはやし、深い友好関係を維持してきたこと、拉致問題などでその実態が明らかになるにつれて、社会党の信用失墜に歯止めがきかなくなったとしている[66]。
- 戦後民主主義にある種の偽善性が含まれている要因に、戦後民主主義を唱える人の中に、腹の中で社会主義化を志していた人がいたことによると指摘している[67]。
- 集団的自衛権の行使について反対する最大の理由は、多神教国家で宗教に関してユダヤ教、キリスト教、イスラム教の三つの宗教と友好関係を築いてきた特異性をもつ日本が、「イスラムと敵対してはならない」と考えるからという。米国と軍事的に一体化して、イスラムと敵対するユダヤ・キリスト教連合の一員とみなされることは、世界のため、日本のため、米国のためにもならないと論じている[68]。
- 2019年11月10日に放送された『サンデーモーニング』（TBSテレビ）の中で、青木理がミニ黒板を使い、1965年の日韓基本条約は韓国が弱い立場の時代に結ばれた不平等な条約であり、あらためて日韓両政府で話し合うべきと説明した。田中は青木の説明を受けて、「青木氏は知っているはずなのに言わなかったが、盧武鉉時代の2005年にこの問題を改めて再検討して、解決済みだということになった。それを飛び上がらんばかりに喜んだのに、盧武鉉政権の幹部だった文在寅大統領が蒸し返すのは残念だ。これについては自分は安倍首相と同じ立場だ、きっぱりとした態度で臨むべきだ。」と公開説教して視聴者の間で話題になった[69]。

## 人物・エピソード
- 家族は妻、5女。
- 喫煙者である[70]。
- 中学生の頃、関心を持っていた緒方竹虎の演説を学校の体育館で聴き、直に話をしてみたいと思い、帰りに自動車の近くに駆け寄ったが、振り切るように自動車が出て行って、悔しくて泣きながら四キロの道を帰った経験をした。自分が政治の場に出てからは、子どもの便りには必ず返事を出した[71]。
- 学生時代からの座右の書の一つに、シグマンド・ノイマンの「現代史」がある[72]。田中が尊敬する石橋湛山はウィリアム・グラッドストンを理想の政治家として見ていたが、坂田道太も田中にジョン・スチュアート・ミルの読書をすすめ、グラッドストンの事績を調べて学ぶよう熱心に語ったという[73]。
- 東京大学の同窓で日本銀行から立教大学に転身した経済学者の斎藤精一郎とは二十代の頃毎日のように一緒に過ごし、「精一郎」「秀征」と呼び合う親友で、結婚式では「精一郎君は哺乳瓶とパイプを一緒に加えているような男」とスピーチして参加者は爆笑した。斎藤は田中の落選中は率先してカンパを募り励ました[74]。
- 地盤、看板、カバンもない組織が全くないまま立候補したので、第36回衆議院議員総選挙まで行われた立合演説会を重視し、広い会場、多数の聴衆の中に必ず何人かは共鳴し同志になってくれる人がいるはずと信じて、野次と妨害の洗礼を受けながらも全力投球で臨んだ。初出馬の時に中野市の市民会館で行われた満杯の立合演説会では体調不良の状態だったがステージで倒れても燃え尽きてもいい気持ちで真正面から所信を訴えると割れるような拍手と声援を受け、帰りの遊説カーを数十人の人が取り囲み、選挙運動への参加を申し込んでくれた[75]。
- 1972年の初出馬で、「新しい時代の突破口を開こう」と呼びかける街宣車が善光寺に向かう中央通りを通ると、両側の歩道からマラソンの応援のように多くの人から激励を受けた。挑戦十年の苦難に耐えられたのは、この熱気が消えることなく続いたからという[76]。
- 初出馬の翌年、「自由に書けるように」と、同級生や同志が資金を集めて「田中秀征出版会」を立ち上げた。田中自ら写真収集、図版作製に当たり、「田中秀征出版会」が、資金の調達、用紙の確保、印刷・編集・校正・販売のすべてを引き受け、特製の原稿用紙まで印刷して用意した[77]。田中は駒沢通りのカフェなどで、『自民党解体論』の執筆に取り組んだ。出版後に、カフェの常連だった渥美清が店主から購入して読み、「勉強になったよ」と言ったという。渥美はカフェで本を読んでいる時に田中を見て、遠くから立って頭を下げてくれて、田中は嬉しかった思い出があるという[78]。
- 文章を書く政治家がすべて偉大な変革者ではないが、偉大な変革者はほとんど例外なく卓越した文筆家であった。この事実は政治家の文章が集会を要しない空間を超えた演説であり、日時にしばられない時間を超えた演説だからである。演説はその時その場に居合わせないとならないが、文章は小路の中にも闇の中にも入っていく。最も広く最も深く変革のエネルギーを結集するのが文章であると述べている。また、私が変節したり妥協したりしたら文章の中に表れ出るに違いない。もしも私の文章の歯切れが悪くなったら政治的自由が損なわれている証であり、私にとって文章は何よりも正確で最も恐ろしい鏡であると述べている[79]。
- 二年半かけて郡部全域を含め二万軒を訪問した時は、えのき農家よりえのきのことを知ることはできないが、りんご農家よりえのきのことを知り、えのき農家より養豚のことを知ることはできないかと目標を立てた。訪問先で亡くなった直後の医者も坊さんも来る前の状況に玄関を開けたり、信州新町の古老の家では、まわりが黒くなって唾が溜まっていた盃を、入れ歯が浸してある透明でない水でゆすいだ盃を出され、目をつぶって一気に飲みほした[80]。
- 政界引退後もメディアへの露出や、全国各地での講演で官僚主導の「官権」から国民主導の「民権」への転換を訴え続けている。
- 元高知県知事の橋本大二郎（橋本龍太郎の異母弟）や衆議院議員の江田憲司の2人に助言を行っている[81]。江田がみんなの党結党に参加してからは自身も入党し、みんなの党を支援。同党の松田公太や新党さきがけ結党時のメンバーであった井出正一の甥・井出庸生を熱心に指導していたが[82][83]、江田、井出は2013年12月にみんなの党を離党し、結いの党を結成した。
- 師事した宮澤喜一元首相の判断力と細川護熙、小泉純一郎両首相の決断力を高く評価している[84]。
- 細川内閣の組閣名簿発表前にNHKの記者が来て、「社会党の6人の名前以外の閣僚の名前を一人でいいから教えてくれ」と頼まれる。小沢と同じく新生党の所属で大蔵大臣になる予定の藤井裕久が大蔵委員会の仲間で親しかった田中に「暇になったから、昔の大蔵委員会の仲間で集まろう」と言いに来たため田中は「この人、大蔵大臣になること知らないんだ」と驚き、小沢一郎の側近だった山口敏夫が「松永信雄の外務大臣は絶対ダメだ」と羽田孜が就任するのを知らずに言いに来るなど、田中は小沢一郎の口の堅さに感心した[85]。
- 細川内閣で内閣官房副長官を続投した石原信雄によると、細川首相より就任早々「田中秀征さんを特別補佐として官邸に常駐させたい」と言われたという。総理の補佐体制は法律の定めが必要で、今は内閣法に総理大臣補佐官の定めがあるが、当初は法的な根拠がない形で内閣総理大臣特別補佐として官邸に常駐した。外務省悲願の国連常任理事国入りに対して、「多国籍軍派遣を求められたらもたない。無理する必要はない」と主張、政権の重要テーマである外交の基本方針は政治主導で決めるべきであり、細川首相の国連演説は「各国が望むなら」と一歩引いた表現にするなど、田中秀征の議論は筋が通っていたと証言している[86]。
- 羽田内閣では閣外協力に転じたが、個人的には、羽田孜の人柄の良さを評価していただけに、同じ信州人としてとても辛かったと告白している[87]。
- 経済企画庁長官時代に、日米首脳会談で普天間基地返還問題を切り出した橋本龍太郎首相が帰国の翌朝、「戦中も戦後もわれわれのために大きな苦難を担ってくれた沖縄の人たちに、できる限りのことをするのは当然だ。」と発言したことに身震いするような感動を受けた。器用な政策通、ポマードつけたキザな人といった世間の俗流人物評をそのまま受け入れていたことを反省し、橋本に対して人物感を改め[88]、心から敬意を払うようになった。橋本から「秀征さん、最近僕に頭の下げ方が深すぎるよ。気味悪いんだよ。」と言われたこともあった[89]。
- 薬害エイズ事件に関して、橋本は「秀征さん、僕が厚生族であることを知っているでしょう。この政権合意ほんとうにきついけど、政権の合意だからやらないといけない。邪魔だけはしない。」と伝えた。業界団体や会社の要望も全てはねつけ、役所も政権合意だから仕方ないと思うようになった。後で「菅直人一人がやったような気分になっているが、秀征さんはそれでいいのか」と言ってきた。田中はこの問題が解決したのは、さきがけの主張と、橋本の見えない協力が一番だったと橋本を高く評価している[90]。
- 梶山静六が1998年の自民党総裁選に出馬する前に、梶山から会いたいと連絡があった。梶山は机の上に経済の専門書が四、五冊重ねていて、「いま勉強しても遅い。俺は大蔵省に騙された。この前はすまなかった。（消費税増税の確認をした）閣議の時のあんたの言う通りだった。」と田中に謝罪した。そのとき、梶山はこういう人だったのかと思い、もっと早く知っていたら、別の付き合い方があったと考えたという[91]。
- 村山内閣で内閣官房副長官を務めた園田博之の働きは、霞が関や自民党と話が通じ、実質的な官房長官に匹敵する役割を果たしたと高く評価している[92]。
- 東大時代に師事し、仲人もしてもらった林健太郎に、理論的な面以上に人間的な共感を抱いていた[93]。
- 1974年に経済雑誌『現代ビジョン』に書いた『自民党解体論』を一切邪魔されずに本にしたいと「田中秀征出版会」を立ち上げ書籍化した。後年本を読んだ田原総一郎は、「この時代にこんな本があったのか。」と仰天していた[94]。
- 早野透は 1993年の細川政権発足はイギリス流保守主義者の田中秀征が奥行きや政治的意味を鮮やかに位置づけ、時代の中に見事に描いた絵であり、細川政権、羽田政権、村山政権の理論的対立軸は小沢一郎と田中秀征であり、小沢一郎も田中秀征を十分に意識していたと指摘している。[95]。
- 政治記者に語るときに、フランスのド・ゴール大統領やイギリス首相のチャーチル、ディズレーリ、グラッドストンの話など、永田町政治の中にいると聞いたことがない政治に対する知的アプローチをしていた。早野透は、政治記者たちがすっかり忘れていたインテリジェンスを呼び戻してくれた政治家と評価した。一方で日本の政治の中でも最高のインテリジェンスを持つため、政治をつい対象化して考察してしまう癖があるように時に教養が邪魔をする。あれほど純粋に利害関係でなく政治を志した人はいなかったのではと指摘している[96]。
- 最初の選挙から四回落ちた時、ディズレーリも四回落ちたと言って、涙でぬれていたディズレーリの本を枕元に置いていた[97]。
- 役人つまり官の文章は人々に理解を求めるものであるが、政治家の文章は人々の心に届けて共鳴を求める文章だと答えている[98]。
- 共産党に対して、石橋湛山同様にマルクス主義の口汚さに耐えられないが、競争して共産主義に負けるわけがないから撲滅する必要はないというスタンスのため、自民党バリバリの人からは容共に映ってしまうことがあった。選挙で勝共連合の応援を断ったところ、車に火を付けられたり[99]、選挙区でほとんどの家に「田中は容共だ」というビラをまかれた。
- 三木武夫について、井出一太郎は三木の人についていくので三木が変節してもついていくが、宇都宮徳馬は三木の思想についていくから、三木が考え方を変えたりすると離れると話していた[100]。
- 政治は大筋で動くもの、大筋でしか動かないものであり、筋を通せばたとえ失敗しても再起は可能だが、筋を間違った失敗は、ほとんど取り返しがつかないと指摘し、野党と結託して森内閣を倒そうとした「加藤の乱」は政治の大筋が間違っていたと指摘、「最後の一人になっても森首相を守る」と公言した小泉純一郎は筋を通したと評価している[101]。
- 2003年の衆議院総選挙に、東大入学同期の加藤紘一が無所属で立候補した時、加藤後援会役員総会の強い要望で呼ばれた。何百人の後援会員の前で加藤に対してかなり厳しい話をしたが、支持者は加藤の真摯な姿勢に納得し、最後は熱気溢れる決起集会になった。加藤は涙ぐみながら両手で田中の手を握って、心から礼を言った[102]。
- 菅直人から、「官僚主導の政治から行政改革を進め、民権を進めたい」という考えを聴いて、当初は菅を評価し、実際にさきがけにも誘った。しかし、菅が首相就任後の行動と権力志向をみて、自分は人物を見る目がなかった、自己嫌悪に陥っていると反省し、菅の政治姿勢を厳しく批判した[103]。
- 田中は三バン無しの苦節十年で初当選したことから、地元の後援者から「おしん、秀征、隆の里」と呼ばれていた。田中が初当選した1983年の流行語「おしん、家康、隆の里」からである。本人は子供の頃、第59代横綱隆の里の師匠である第45代横綱初代若乃花を応援していた。日本の相撲界への助言として、「相撲を普及させるには（学校の）校庭の隅に円を描くだけで良いので気軽に相撲を取れるようにする必要がある」。また、「力士が全日制高校に通いながら相撲と兼務できるようにすればよい」とも意見している[104]。

## 出演

### テレビ番組
- サンデーモーニング（TBS）- コメンテーター
- FNNスーパーニュースアンカー（関西テレビ）

### ウェブ番組
- デモクラTV（YouTube）
- デモクラシータイムス（YouTube）

### ラジオ
- マイあさ！（NHKラジオ第1）

## 著書

### 単著
- 『自民党解体論』田中秀征出版会　1974
- 『さきがけと政権交代』東洋経済新報社 1994
- 『時代を視る』ダイヤモンド社 1995
- 『田中秀征の論跡』近代文藝社、1995年2月20日。
- 『日本の連立政治』岩波ブックレット 1997
- 『民権と官権 行革論集』ダイヤモンド社 1997
- 『舵を切れ 質実国家への展望』朝日新聞社 1999　朝日文庫 2000
- 『梅の花咲く 決断の人・高杉晋作』講談社 2001　講談社文庫 2002　近代文藝社 2011
- 『田中秀征のことば』五明紀春編 近代文藝社 2001
- 『田中秀征との対話』ロッキング・オン 2002
- 『日本リベラルと石橋湛山 いま政治が必要としていること』講談社選書メチエ 2004
- 『判断力と決断力 リーダーの資質を問う』ダイヤモンド社 2006
- 『落日の戦後体制 : 新しい時代の突破口をひらく』くま文庫　2010
- 『保守再生の好機』ロッキング・オン 2015
- 『自民党本流と保守本流　保守二党ふたたび』講談社 2018
- 『自民党解体論（新装復刻）』旬報社　2024
- 『小選挙区制の弊害 : 中選挙区連記制の提唱』旬報社　2024

### 共著
- 『異議あり!!日本の「常任理事国入り」 実学百論』 河辺一郎・高野孟共著 第三書館 1994
- 武村正義『さきがけの志』東洋経済新報社、1995年5月8日。ISBN 4492210725。
- 『この日本はどうなる』錦織淳共著 近代文藝社 1997
- 『どうする日本の政治』石川真澄・山口二郎共著 岩波ブックレット 2000
- 『お願いしますよ、小泉さん!』吉永みち子共著 アミューズブックス 2002
- 『平成史への証言　政治はなぜ劣化したか』聞き手吉田貴文 朝日選書 2018
- 『石橋湛山を語る いまよみがえる保守本流の真髄』佐高信共著 集英社新書 2024